# Варковицька сільська територіальна громада
Варковицька сільська громада — територіальна громада в Україні, в Дубенському районі Рівненської области. Адміністративний центр — с. Варковичі.
Площа громади — 147,8 км², населення — 5438 осіб (2020).

## Населені пункти
У складі громади 12 сіл:
- Варковичі
- Дядьковичі
- Жорнів
- Зелений Гай
- Квітневе
- Копани
- Крилів
- Маяки
- Нагірне
- Озеряни
- Олибів
- Сатиїв